# Mount Loewe
Mount Loewe är ett berg i Antarktis. Det ligger i Östantarktis. Australien gör anspråk på området. Toppen på Mount Loewe är 1 130 meter över havet.
Terrängen runt Mount Loewe är platt åt nordost, men åt sydväst är den kuperad. Trakten är obefolkad. Det finns inga samhällen i närheten.